# Giuseppe Angelini (konstnär)

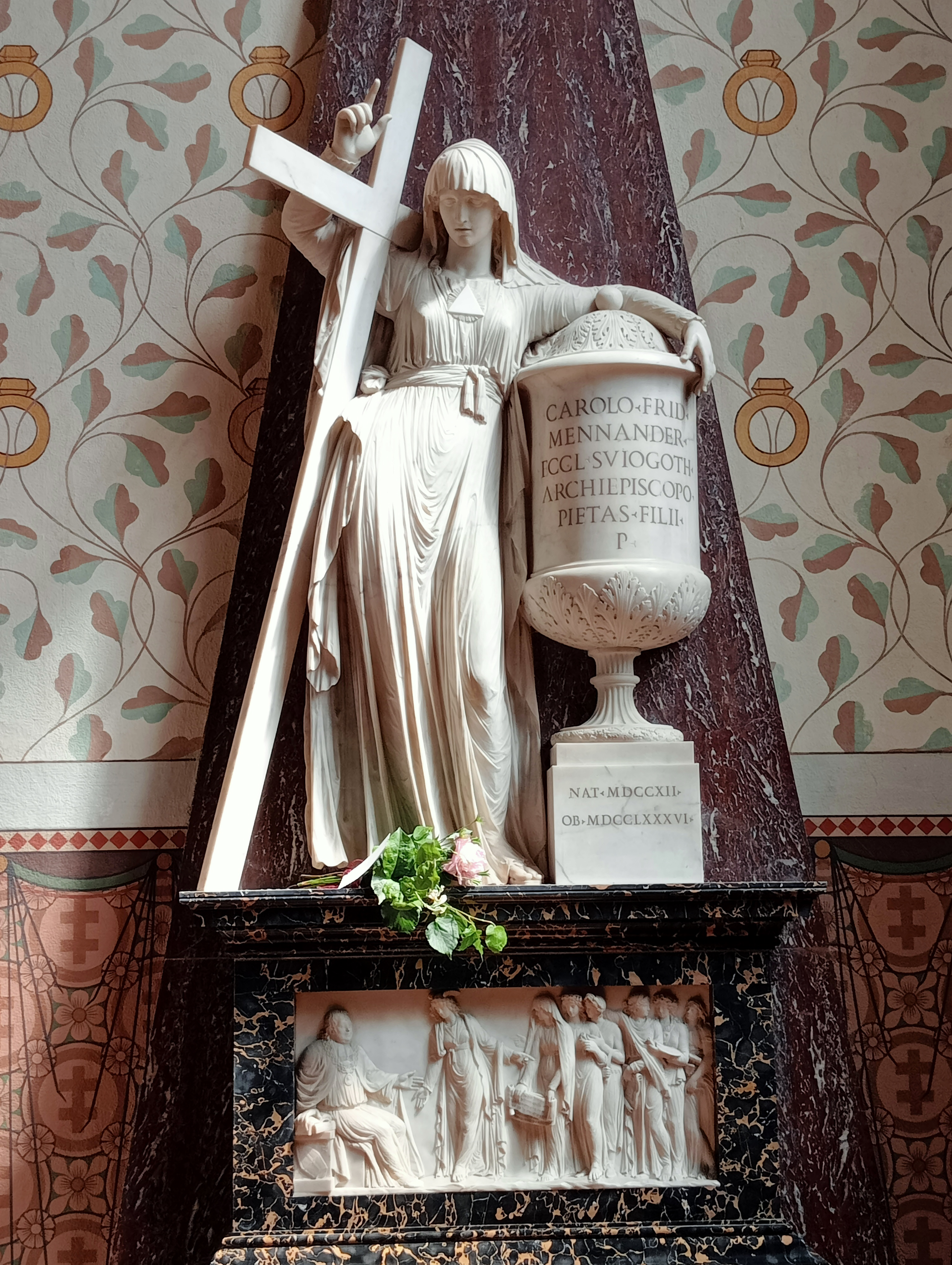
Ärkebiskop Karl Fredrik Mennanders gravsten i Uppsala domkyrka

Giuseppe Angelini, född den 5 februari 1735 i Rom, död där den 15 juni 1811, var en italiensk bildhuggare.

Angelini var huvudsakligen verksam som restaurator av antika skulpturverk. I sina enga arbeten följde han gärna antika förebilder, så bland annat i statyn av Giovanni Battista Piranesi och det praktfulla gravmonumentet över ärkebiskop Carl Fredrik Mennander i Uppsala domkyrka, som beställdes av ärkebiskopens son, Carl Fredrik Fredenheim.